# EC Pfaffenhofen
Der EC Pfaffenhofen ist ein Sportverein aus Pfaffenhofen an der Ilm mit den Sportarten Eishockey und Eiskunstlauf, der 1970 gegründet wurde.
Die genaue Vereinsbezeichnung lautet Eissportclub Pfaffenhofen an der Ilm e. V. Derzeit spielt die erste Eishockeymannschaft in der Bayernliga.

## Eishockey
Erstmals in den höherklassigen Ligenspielbetrieb taucht die Mannschaft in der Saison 1996/97 auf, als der Aufstieg aus der Bayernliga in die damals drittklassige 2. Liga Süd gelang.
Bei der Wiedereinführung der 2. Bundesliga als zweite Ligenstufe zur Saison 1999/00 wurde die Mannschaft von der dritten in die vierte Spielklasse zurückgestuft, aus der sie nach der Saison 1999/2000 in die Bayernliga abstieg. An dieser Liga nimmt die Mannschaft seitdem teil.
Im Jahr 2002 bekam die Mannschaft der Beinamen Icehogs. In der Saison 2007/08 erreichten der ECP hinter der Mannschaft des EHC Waldkraiburg die Vizemeisterschaft. Durch diese Platzierung wäre die Chance für einen Aufstieg in die Oberliga 2008/09 nach dem Aufstiegsverzicht des EHC Waldkraiburg dem Verein offengestanden, wogegen sich der Verein durch die im Dezember 2007 ebenso beim Verband hinterlegte Verzichtserklärung entschied. Im Oktober 2019 erfolgte die Umbenennung in EISHOGS.
In der Saison 2012/13 nimmt neben der ersten Seniorenmannschaft, den Icehogs, in der viertklassigen Bayerischen Eishockey-Liga und den Nachwuchsmannschaften erneut eine zweite Seniorenmannschaft am Spielbetrieb in der sechstklassigen Bezirksliga Bayern teil. Neben diesen Mannschaften existiert unter dem Dach des ECP auch eine Frauenmannschaft, die erstmals 2011/12 am Ligenspielbetrieb im Bayerischen Eissportverband teilnahm und zur Saison 2012/13 den Spielbetrieb als SG mit dem VfR Angerlohe den Spielbetrieb fortsetzte. In der Saison 2013/14 nahm keine Frauenmannschaft am Spielbetrieb teil.
Zu den Heimspielen des EC Pfaffenhofen kommen im Schnitt 300 Zuseher. Zu den Play-off-Heimspielen 2008 kamen im Schnitt 600 Zuschauer. Hierbei ist vor allem das Final-Heimspiel gegen den EHC Waldkraiburg vor über 1200 Zuschauern zu erwähnen. Die Fans des ECP pflegen zudem eine Freundschaft mit den Fans des ERC Ingolstadt und den Starbulls Rosenheim.
| Saisondaten ab 1978 | Saisondaten ab 1978 | Saisondaten ab 1978 | Saisondaten ab 1978 | Saisondaten ab 1978 | Saisondaten ab 1978 | Saisondaten ab 1978 | Saisondaten ab 1978             | Saisondaten ab 1978 |
| Saison              | Liga                | Klasse              | Gruppe              | Platzierung         | PO                  | PD                  | Endplatzierung Auf-/Abstieg ↑ ↓ | Zuschauerschnitt    |
| ------------------- | ------------------- | ------------------- | ------------------- | ------------------- | ------------------- | ------------------- | ------------------------------- | ------------------- |
| 2024/25             | Regionalliga        | I V                 | BYL                 | 15. Platz           |                     | X                   | Klassenerhalt                   | 225                 |
| 2023/24             | Regionalliga        | I V                 | BYL                 | 16. Platz           |                     | X                   | 15. Platz Klassenerhalt         | 224                 |
| 2022/23             | Regionalliga        | I V                 | BYL                 | 15. Platz           |                     | X                   | 12. Platz Klassenerhalt         | 184                 |
| 2021/22             | Regionalliga        | I V                 | BYL                 | 14. Platz           |                     | X                   | Abstiegsrunde                   | 143                 |
| 2020/21             | Regionalliga        | I V                 | BYL                 | (3. Platz)          | –                   | –                   | Ende nach 8 Spieltagen          | keine (Covid–19)    |
| 2019/20             | Regionalliga        | I V                 | BYL                 | 10. Platz           | X                   |                     | 7. Platz ( Pre–PO )             | 155                 |
| 2018/19             | Landesliga          | V                   | N/O                 | Vizemeister         | BLL                 |                     | Vizemeister ↑                   | 207                 |
| 2017/18             | Regionalliga        | I V                 | BYL                 | 12. Platz           |                     | X                   | 4. Gruppe C ↓                   | 181                 |
| 2016/17             | Regionalliga        | I V                 | BYL                 | 13. Platz           |                     | X                   | 4. Platz                        | 136                 |
| 2015/16             | Regionalliga        | I V                 | BYL                 | 2. Platz            |                     | X                   | 1. Platz                        | 190                 |
| 2014/15             | Regionalliga        | I V                 | BYL                 | 10. Platz           |                     | X                   | 1. Runde                        | 204                 |
| 2013/14             | Regionalliga        | I V                 | BYL                 | 12. Platz           |                     | X                   | 2. Gruppe A                     | 202                 |
| 2012/13             | Regionalliga        | I V                 | BYL                 | 3. Platz            | X                   |                     | Halbfinale                      | 264                 |
| 2011/12             | Regionalliga        | I V                 | BYL                 | 14. Platz           |                     | X                   | 2. Gruppe B                     | 198                 |
| 2010/11             | Regionalliga        | I V                 | BYL                 | 8. Platz            | X                   | X                   | 4. Gruppe BA                    | 207                 |
| 2009/10             | Regionalliga        | I V                 | BYL                 | 5. Platz            | X                   |                     | Halbfinale                      | 258                 |
| 2008/09             | Regionalliga        | I V                 | BYL                 | 13. Platz           |                     | X                   | 1. Gruppe A                     | 161                 |
| 2007/08             | Regionalliga        | I V                 | BYL                 | 4. Platz            | X                   |                     | Vizemeister                     | 248                 |
| 2006/07             | Regionalliga        | I V                 | BYL                 | 3. Platz            | X                   |                     | Viertelfinale                   | 247                 |
| 2005/06             | Regionalliga        | I V                 | BYL                 | 14. Platz           |                     | X                   | 1. Runde                        | 200                 |
| 2004/05             | Regionalliga        | I V                 | BYL                 | 2. Platz            | X                   |                     | Vizemeister                     | –                   |
| 2003/04             | Regionalliga        | I V                 | BYL                 | 6. Platz            | X                   |                     | Viertelfinale                   | –                   |
| 2002/03             | Regionalliga        | I V                 | BYL/Ost             | 4. Platz            | X                   |                     | 8. Platz                        | –                   |
| 2001/02             | Bayernliga          | V                   | Ost                 | 3. Platz            | X                   |                     | 5. Platz ↑                      | –                   |
| 2000/01             | Bayernliga          | V                   | Süd                 | 3. Platz            | X                   |                     | 4. Platz                        | –                   |
| 1999/00             | Regionalliga        | I V                 | Süd                 | 12. Platz           |                     | X                   | 6. Platz ↓                      | –                   |
| 1998/99             | 2. Liga             | I V                 | Süd                 | 10. Platz           |                     | X                   | 5. Platz                        | –                   |
| 1997/98             | 2. Liga             | I I I               | Süd                 | 14. Platz           |                     | X                   | 5. Platz                        | –                   |
| 1996/97             | Regionalliga        | I V                 | BYL                 | Vizemeister         | RL                  |                     | 2. Platz ↑                      | –                   |
| 1995/96             | Regionalliga        | I V                 | BYL                 | –                   |                     |                     | 5. Platz                        | –                   |
| 1994/95             | Regionalliga        | I V                 | BYL                 | –                   |                     |                     |                                 | –                   |
| 1993/94             | Bayernliga          | V                   | Gr. I               | 4. Platz            |                     | X                   | 1. Gruppe I ↑                   | –                   |
| 1992/93             | Bayernliga          | V                   | Gr. 1               | 1. Platz            | RL                  |                     | Bayr. Meister                   | –                   |
| 1991/92             | Bayernliga          | V                   | Gr. 1               | 6. Platz            |                     | X                   | 2. Gruppe 1                     |                     |
| 1990/91             | Bayernliga          | V                   | Gr. 2               | 4. Platz            | RL                  |                     | 6. Gruppe B                     | –                   |
| 1989/90             | Bayernliga          | V                   | Gr. A               | 3. Platz            | RL                  |                     | 5. Gruppe B                     | –                   |
| 1988/89             | Bayernliga          | V                   | –                   | Vizemeister         | RL                  |                     | 5. Gruppe B                     | –                   |
| 1987/88             | Bayernliga          | V                   | –                   | 12. Platz           |                     | X                   | 1. Platz                        | –                   |
| 1986/87             | Landesliga          | V I                 | Ost                 | Meister             | X                   |                     | 4. Platz ↑                      | –                   |
| 1985/86             | Landesliga          | V I                 | Ost                 | 3. Platz            |                     |                     | –                               | –                   |
| 1984/85             | Landesliga          | V I                 | Ost                 | 3. Platz            |                     |                     | –                               | –                   |
| 78/79–83/84         | Landesliga          | V I                 | Ost                 |                     |                     |                     |                                 | –                   |

Quelle: passionhockey.com, Quelle: rodi-db.de Quelle: icehockeypage.de

### Erfolge der Abteilung Eishockey
| - Aufstieg in die 2. Eishockey-Liga 1997 - Bayerischer-Vizemeister/4. Liga 1997, 2005, 2008 - Aufstieg in die Regionalliga (BYL) 1994, 2002, 2019 - Sieger Verzahnungsrunde BYL/BLL Gr. B 2019 - Bayerischer Meister 1993 | - Bayerischer-Vizemeister 1989 - Aufstieg in die Bayernliga 1987 - Meister Landesliga Gr. II 1987 - Bayerischer Landesliga-Vizemeister 2019 - Vizemeister Bayerische-Landesliga Gr. 1 (N/O) 2019 |  |

## Eisstockschützen
Die Abteilung Stockschützen wurde Anfang 2008 aufgelöst.
Zu den größten Erfolgen gehörte der Gewinn der Deutschen Meisterschaft (1998), des Deutschen Pokals für AH-Mannschaften (1999 und 2000) sowie der Gewinn des Europa-Cups (1998).

## Eisstadion
Das Eisstadion Pfaffenhofen ist ein überdachtes Stadion, das auf drei Seiten offen ist. Die Kapazität beträgt derzeit ca. 1500 Personen. Das Eisstadion wurde 1974 eröffnet. Zu diesem Zeitpunkt war das Stadion noch nicht überdacht. Aufgrund der hohen Kosten wurde das Stadion an die Stadt Pfaffenhofen übereignet. Im Jahr 1980 wurde die Überdachung fertiggestellt. 1997 wurde noch das bestehende Stadiongebäude aufgestockt. In dem neu errichteten Stock befindet sich die Stadiongaststätte sowie das Jugendzentrum „Atlantis“. 2007 wurde die alte Holzbande durch eine hochmoderne Kunststoffbande mit Sicherheitsglas ausgetauscht. Zusätzlich wurde noch eine Sitzplatztribüne für ca. 200 Personen in Eigenleistung errichtet. Im August 2008 wurde noch eine neue Beleuchtungsanlage eingebaut.